# Mena (keresztnév)
A Mena női név lehet a Mína, Meina nevek alakváltozata, illetve a Meinhild, Filoména rövidült alakváltozata is.

## Gyakorisága
Az 1990-es években a Mena szórványos név, a 2000-es években nem szerepel a 100 leggyakoribb női
név között.

## Névnapok
- nincs hivatalos